# Locul fosilifer de la Apadia
Locul fosilifer de la Apadia (monument al naturii), este o arie protejată de interes național ce corespunde categoriei a III-a IUCN (rezervație naturală de tip paleontologic), situată în județul Caraș-Severin, pe teritoriul administrativ al comunei Brebu.
Rezervația naturală aflată în partea sud-vestică a satului Apadia, are o suprafață de 1 ha, și reprezintă o arie cu resturi fosilifere tortoniene, de vertebrate și nevertebrate (paseriforme, miriapode, coleoptere diptere, arahnide, moluște, melci), depozitate în rocă sedimentară alcătuită din argile, nisipuri și gresii.